# Agnara fragilis
Agnara fragilis là một loài chân đều trong họ Agnaridae. Loài này được Budde -Lund miêu tả khoa học năm 1908.